# Wang Yihan
Wang Yihan (en chino: 王仪涵; Shanghái, 18 de enero de 1988) es una deportista china que compitió en bádminton, en la modalidad individual.
Participó en dos Juegos Olímpicos de Verano, obteniendo una medalla de plata en Londres 2012, en la prueba individual, y el quinto lugar en Río de Janeiro 2016.
Ganó una medalla de oro en el Campeonato Mundial de Bádminton de 2011. En los Juegos Asiáticos de 2014 consiguió dos medallas de oro, en las pruebas individual y de equipo.

## Palmarés internacional
| Juegos Olímpicos   | Juegos Olímpicos        | Juegos Olímpicos | Juegos Olímpicos |
| Año                | Lugar                   | Medalla          | Prueba           |
| ------------------ | ----------------------- | ---------------- | ---------------- |
| 2012               | Londres (Reino Unido)   | Medalla de plata | Individual       |
| Campeonato Mundial |                         |                  |                  |
| Año                | Lugar                   | Medalla          | Prueba           |
| 2011               | Londres (Reino Unido)   | Medalla de oro   | Individual       |
| Juegos Asiáticos   |                         |                  |                  |
| Año                | Lugar                   | Medalla          | Prueba           |
| 2014               | Incheon (Corea del Sur) | Medalla de oro   | Individual       |
| 2014               | Incheon (Corea del Sur) | Medalla de oro   | Equipo           |